# 19e étape du Tour d'Espagne 2017
La 19e étape du Tour d'Espagne 2017 se déroule le vendredi 8 septembre 2017, entre Caso et Gijón, sur une distance de 149,7 kilomètres.

## Résultats

### Classement de l'étape
| \| Classement de l'étape \| Classement de l'étape \| Classement de l'étape \| Classement de l'étape \| Classement de l'étape \| \| Coureur \| Coureur \| Pays \| Équipe \| Temps \| \| --------------------- \| --------------------- \| --------------------- \| -------------------------- \| --------------------- \| \| 1er \| Thomas De Gendt \| Belgique \| Lotto-Soudal \| 3 h 35 min 46 s \| \| 2e \| Jarlinson Pantano \| Colombie \| Trek-Segafredo \| + 0 s \| \| 3e \| Iván García Cortina \| Espagne \| Bahrain-Merida \| + 0 s \| \| 4e \| Rui Costa \| Portugal \| UAE Team Emirates \| + 0 s \| \| 5e \| Floris De Tier \| Belgique \| LottoNL-Jumbo \| + 0 s \| \| 6e \| Bob Jungels \| Luxembourg \| Quick-Step Floors \| + 0 s \| \| 7e \| Romain Bardet \| France \| AG2R La Mondiale \| + 0 s \| \| 8e \| Nicolas Roche \| Irlande \| BMC Racing Team \| + 0 s \| \| 9e \| Daniel Navarro \| Espagne \| Cofidis, Solutions Crédits \| + 0 s \| \| 10e \| Koen Bouwman \| Pays-Bas \| LottoNL-Jumbo \| + 45 s \| |                     |            |                            |                 |
| |                     |            |                            |                 |
| Source : ProCyclingStats |                     |            |                            |                 |
| Classement de l'étape |                     |            |                            |                 |
| Coureur | Coureur             | Pays       | Équipe                     | Temps           |
| 1er | Thomas De Gendt     | Belgique   | Lotto-Soudal               | 3 h 35 min 46 s |
| 2e | Jarlinson Pantano   | Colombie   | Trek-Segafredo             | + 0 s           |
| 3e | Iván García Cortina | Espagne    | Bahrain-Merida             | + 0 s           |
| 4e | Rui Costa           | Portugal   | UAE Team Emirates          | + 0 s           |
| 5e | Floris De Tier      | Belgique   | LottoNL-Jumbo              | + 0 s           |
| 6e | Bob Jungels         | Luxembourg | Quick-Step Floors          | + 0 s           |
| 7e | Romain Bardet       | France     | AG2R La Mondiale           | + 0 s           |
| 8e | Nicolas Roche       | Irlande    | BMC Racing Team            | + 0 s           |
| 9e | Daniel Navarro      | Espagne    | Cofidis, Solutions Crédits | + 0 s           |
| 10e | Koen Bouwman        | Pays-Bas   | LottoNL-Jumbo              | + 45 s          |

### Points attribués
| Sprint intermédiaire - Pola de Siero (km 112,2) | Sprint intermédiaire - Pola de Siero (km 112,2) | Sprint intermédiaire - Pola de Siero (km 112,2) | Sprint intermédiaire - Pola de Siero (km 112,2) | Sprint intermédiaire - Pola de Siero (km 112,2) |
| ----------------------------------------------- | ----------------------------------------------- | ----------------------------------------------- | ----------------------------------------------- | ----------------------------------------------- |
|                                                 | Coureur                                         | Pays                                            | Équipe                                          | Point(s)                                        |
| 1er                                             | Matteo Trentin                                  | Italie                                          | Quick-Step Floors                               | 4                                               |
| 2e                                              | Thomas De Gendt                                 | Belgique                                        | Lotto-Soudal                                    | 2                                               |
| 3e                                              | Rui Costa                                       | Portugal                                        | UAE Emirates                                    | 1                                               |
| modifier                                        |                                                 |                                                 |                                                 |                                                 |

| Arrivée d'étape - Gijón (km 149,7) | Arrivée d'étape - Gijón (km 149,7) | Arrivée d'étape - Gijón (km 149,7) | Arrivée d'étape - Gijón (km 149,7) | Arrivée d'étape - Gijón (km 149,7) |
| ---------------------------------- | ---------------------------------- | ---------------------------------- | ---------------------------------- | ---------------------------------- |
|                                    | Coureur                            | Pays                               | Équipe                             | Point(s)                           |
| 1er                                | Thomas De Gendt                    | Belgique                           | Lotto-Soudal                       | 25                                 |
| 2e                                 | Jarlinson Pantano                  | Colombie                           | Trek-Segafredo                     | 20                                 |
| 3e                                 | Iván García                        | Espagne                            | Bahrain-Merida                     | 16                                 |
| 4e                                 | Rui Costa                          | Portugal                           | UAE Emirates                       | 14                                 |
| 5e                                 | Floris De Tier                     | Belgique                           | Lotto NL-Jumbo                     | 12                                 |
| 6e                                 | Bob Jungels                        | Luxembourg                         | Quick-Step Floors                  | 10                                 |
| 7e                                 | Romain Bardet                      | France                             | AG2R La Mondiale                   | 9                                  |
| 8e                                 | Nicolas Roche                      | Irlande                            | BMC Racing                         | 8                                  |
| 9e                                 | Daniel Navarro                     | Espagne                            | Cofidis                            | 7                                  |
| 10e                                | Koen Bouwman                       | Pays-Bas                           | Lotto NL-Jumbo                     | 6                                  |
| 11e                                | Simon Clarke                       | Australie                          | Cannondale-Drapac                  | 5                                  |
| 12e                                | Emanuel Buchmann                   | Allemagne                          | Bora-Hansgrohe                     | 4                                  |
| 13e                                | Antonio Pedrero                    | Espagne                            | Movistar                           | 3                                  |
| 14e                                | Matteo Trentin                     | Italie                             | Quick-Step Floors                  | 2                                  |
| 15e                                | José Joaquín Rojas                 | Espagne                            | Movistar                           | 1                                  |
| modifier                           |                                    |                                    |                                    |                                    |

|   | Coureur         | Pays     | Équipe            | Secondes |
| - | --------------- | -------- | ----------------- | -------- |
| 1 | Matteo Trentin  | Italie   | Quick-Step Floors | 3 s      |
| 2 | Thomas De Gendt | Belgique | Lotto-Soudal      | 2 s      |
| 3 | Rui Costa       | Portugal | UAE Emirates      | 1 s      |

|   | Coureur           | Pays     | Équipe         | Secondes |
| - | ----------------- | -------- | -------------- | -------- |
| 1 | Thomas De Gendt   | Belgique | Lotto-Soudal   | 10 s     |
| 2 | Jarlinson Pantano | Colombie | Trek-Segafredo | 6 s      |
| 3 | Iván García       | Espagne  | Bahrain-Merida | 4 s      |

### Cols et côtes
| Alto de la Colladona (km 29) 1re catégorie (7 km à 6,8%) | Alto de la Colladona (km 29) 1re catégorie (7 km à 6,8%) | Alto de la Colladona (km 29) 1re catégorie (7 km à 6,8%) | Alto de la Colladona (km 29) 1re catégorie (7 km à 6,8%) | Alto de la Colladona (km 29) 1re catégorie (7 km à 6,8%) |
| -------------------------------------------------------- | -------------------------------------------------------- | -------------------------------------------------------- | -------------------------------------------------------- | -------------------------------------------------------- |
|                                                          | Coureur                                                  | Pays                                                     | Équipe                                                   | Point(s)                                                 |
| 1er                                                      | Davide Villella                                          | Italie                                                   | Cannondale-Drapac                                        | 10                                                       |
| 2e                                                       | Thomas De Gendt                                          | Belgique                                                 | Lotto-Soudal                                             | 6                                                        |
| 3e                                                       | Juan Felipe Osorio                                       | Colombie                                                 | Manzana Postobón                                         | 4                                                        |
| 4e                                                       | Floris De Tier                                           | Belgique                                                 | Lotto NL-Jumbo                                           | 2                                                        |
| 5e                                                       | Emanuel Buchmann                                         | Allemagne                                                | Bora-Hansgrohe                                           | 1                                                        |
| modifier                                                 |                                                          |                                                          |                                                          |                                                          |

| Alto de Sto. Emiliano (km 64,8) 3e catégorie (6,8 km à 4,5%) | Alto de Sto. Emiliano (km 64,8) 3e catégorie (6,8 km à 4,5%) | Alto de Sto. Emiliano (km 64,8) 3e catégorie (6,8 km à 4,5%) | Alto de Sto. Emiliano (km 64,8) 3e catégorie (6,8 km à 4,5%) | Alto de Sto. Emiliano (km 64,8) 3e catégorie (6,8 km à 4,5%) |
| ------------------------------------------------------------ | ------------------------------------------------------------ | ------------------------------------------------------------ | ------------------------------------------------------------ | ------------------------------------------------------------ |
|                                                              | Coureur                                                      | Pays                                                         | Équipe                                                       | Point(s)                                                     |
| 1er                                                          | Davide Villella                                              | Italie                                                       | Cannondale-Drapac                                            | 3                                                            |
| 2e                                                           | Thomas De Gendt                                              | Belgique                                                     | Lotto-Soudal                                                 | 2                                                            |
| 3e                                                           | Juan Felipe Osorio                                           | Colombie                                                     | Manzana Postobón                                             | 1                                                            |
| modifier                                                     |                                                              |                                                              |                                                              |                                                              |

| Alto de la Falla de Los Lobos. La Casilla. AS-251 (km 84,6) 3e catégorie (4,3 km à 8,2%) | Alto de la Falla de Los Lobos. La Casilla. AS-251 (km 84,6) 3e catégorie (4,3 km à 8,2%) | Alto de la Falla de Los Lobos. La Casilla. AS-251 (km 84,6) 3e catégorie (4,3 km à 8,2%) | Alto de la Falla de Los Lobos. La Casilla. AS-251 (km 84,6) 3e catégorie (4,3 km à 8,2%) | Alto de la Falla de Los Lobos. La Casilla. AS-251 (km 84,6) 3e catégorie (4,3 km à 8,2%) |
| ---------------------------------------------------------------------------------------- | ---------------------------------------------------------------------------------------- | ---------------------------------------------------------------------------------------- | ---------------------------------------------------------------------------------------- | ---------------------------------------------------------------------------------------- |
|                                                                                          | Coureur                                                                                  | Pays                                                                                     | Équipe                                                                                   | Point(s)                                                                                 |
| 1er                                                                                      | Thomas De Gendt                                                                          | Belgique                                                                                 | Lotto-Soudal                                                                             | 3                                                                                        |
| 2e                                                                                       | Romain Bardet                                                                            | France                                                                                   | AG2R La Mondiale                                                                         | 2                                                                                        |
| 3e                                                                                       | Rui Costa                                                                                | Portugal                                                                                 | UAE Emirates                                                                             | 1                                                                                        |
| modifier                                                                                 |                                                                                          |                                                                                          |                                                                                          |                                                                                          |

| Alto de San Martín de Huerces (km 134,5) 3e catégorie (4,5 km à 7,2%) | Alto de San Martín de Huerces (km 134,5) 3e catégorie (4,5 km à 7,2%) | Alto de San Martín de Huerces (km 134,5) 3e catégorie (4,5 km à 7,2%) | Alto de San Martín de Huerces (km 134,5) 3e catégorie (4,5 km à 7,2%) | Alto de San Martín de Huerces (km 134,5) 3e catégorie (4,5 km à 7,2%) |
| --------------------------------------------------------------------- | --------------------------------------------------------------------- | --------------------------------------------------------------------- | --------------------------------------------------------------------- | --------------------------------------------------------------------- |
|                                                                       | Coureur                                                               | Pays                                                                  | Équipe                                                                | Point(s)                                                              |
| 1er                                                                   | Iván García                                                           | Espagne                                                               | Bahrain-Merida                                                        | 3                                                                     |
| 2e                                                                    | Romain Bardet                                                         | France                                                                | AG2R La Mondiale                                                      | 2                                                                     |
| 3e                                                                    | Rui Costa                                                             | Portugal                                                              | UAE Emirates                                                          | 1                                                                     |
| modifier                                                              |                                                                       |                                                                       |                                                                       |                                                                       |

## Classements à l'issue de l'étape

### Classement général
| \| Classement général \| Classement général \| Classement général \| Classement général \| Classement général \| \| Coureur \| Coureur \| Pays \| Équipe \| Temps \| \| ------------------ \| ------------------ \| ------------------ \| ------------------ \| ------------------ \| \| 1er \| Christopher Froome \| Royaume-Uni \| Team Sky \| 75 h 51 min 51 s \| \| 2e \| Vincenzo Nibali \| Italie \| Bahrain-Merida \| + 1 min 37 s \| \| 3e \| Wilco Kelderman \| Pays-Bas \| Team Sunweb \| + 2 min 17 s \| \| 4e \| Ilnur Zakarin \| Russie \| Katusha-Alpecin \| + 2 min 29 s \| \| 5e \| Alberto Contador \| Espagne \| Trek-Segafredo \| + 3 min 34 s \| \| 6e \| Miguel Ángel López \| Colombie \| Astana \| + 5 min 16 s \| \| 7e \| Michael Woods \| Canada \| Cannondale-Drapac \| + 6 min 33 s \| \| 8e \| Fabio Aru \| Italie \| Astana \| + 6 min 33 s \| \| 9e \| Wout Poels \| Pays-Bas \| Team Sky \| + 6 min 47 s \| \| 10e \| Steven Kruijswijk \| Pays-Bas \| LottoNL-Jumbo \| + 10 min 26 s \| |                    |             |                   |                  |
| |                    |             |                   |                  |
| Source : ProCyclingStats |                    |             |                   |                  |
| Classement général |                    |             |                   |                  |
| Coureur | Coureur            | Pays        | Équipe            | Temps            |
| 1er | Christopher Froome | Royaume-Uni | Team Sky          | 75 h 51 min 51 s |
| 2e | Vincenzo Nibali    | Italie      | Bahrain-Merida    | + 1 min 37 s     |
| 3e | Wilco Kelderman    | Pays-Bas    | Team Sunweb       | + 2 min 17 s     |
| 4e | Ilnur Zakarin      | Russie      | Katusha-Alpecin   | + 2 min 29 s     |
| 5e | Alberto Contador   | Espagne     | Trek-Segafredo    | + 3 min 34 s     |
| 6e | Miguel Ángel López | Colombie    | Astana            | + 5 min 16 s     |
| 7e | Michael Woods      | Canada      | Cannondale-Drapac | + 6 min 33 s     |
| 8e | Fabio Aru          | Italie      | Astana            | + 6 min 33 s     |
| 9e | Wout Poels         | Pays-Bas    | Team Sky          | + 6 min 47 s     |
| 10e | Steven Kruijswijk  | Pays-Bas    | LottoNL-Jumbo     | + 10 min 26 s    |

### Classement par points
| Classement par points | Classement par points | Classement par points | Classement par points | Classement par points |
| Coureur               | Coureur               | Pays                  | Équipe                | Points                |
| --------------------- | --------------------- | --------------------- | --------------------- | --------------------- |
| 1er                   | Christopher Froome    | Royaume-Uni           | Team Sky              | 137 pts               |
| 2e                    | Matteo Trentin        | Italie                | Quick-Step Floors     | 127 pts               |
| 3e                    | Vincenzo Nibali       | Italie                | Bahrain-Merida        | 118 pts               |
| 4e                    | Miguel Ángel López    | Colombie              | Astana                | 90 pts                |
| 5e                    | Wilco Kelderman       | Pays-Bas              | Team Sunweb           | 89 pts                |
| 6e                    | Alberto Contador      | Espagne               | Trek-Segafredo        | 80 pts                |
| 7e                    | Ilnur Zakarin         | Russie                | Katusha-Alpecin       | 79 pts                |
| 8e                    | José Joaquín Rojas    | Espagne               | Movistar Team         | 70 pts                |
| 9e                    | Esteban Chaves        | Colombie              | Orica-Scott           | 61 pts                |
| 10e                   | Paweł Poljański       | Pologne               | Bora-Hansgrohe        | 58 pts                |

### Classement du meilleur grimpeur
| Classement du meilleur grimpeur | Classement du meilleur grimpeur | Classement du meilleur grimpeur | Classement du meilleur grimpeur | Classement du meilleur grimpeur |
| ------------------------------- | ------------------------------- | ------------------------------- | ------------------------------- | ------------------------------- |
|                                 | Coureur                         | Pays                            | Équipe                          | Point(s)                        |
| 1er                             | Davide Villella                 | Italie                          | Cannondale-Drapac               | 67 points                       |
| 2e                              | Miguel Ángel López              | Colombie                        | Astana                          | 47 pts                          |
| 3e                              | José Joaquín Rojas              | Espagne                         | Movistar                        | 33 pts                          |
| 4e                              | Thomas De Gendt                 | Belgique                        | Lotto-Soudal                    | 30 pts                          |
| 5e                              | Christopher Froome              | Royaume-Uni                     | Sky                             | 29 pts                          |
| 6e                              | Rafał Majka                     | Pologne                         | Bora-Hansgrohe                  | 28 pts                          |
| 7e                              | Stefan Denifl                   | Autriche                        | Aqua Blue Sport                 | 26 pts                          |
| 8e                              | Romain Bardet                   | France                          | AG2R La Mondiale                | 24 pts                          |
| 9e                              | Ilnur Zakarin                   | Russie                          | Katusha-Alpecin                 | 20 pts                          |
| 10e                             | Sander Armée                    | Belgique                        | Lotto-Soudal                    | 18 pts                          |
| modifier                        |                                 |                                 |                                 |                                 |

### Classement du combiné
| Classement du combiné | Classement du combiné | Classement du combiné | Classement du combiné | Classement du combiné |
| --------------------- | --------------------- | --------------------- | --------------------- | --------------------- |
|                       | Coureur               | Pays                  | Équipe                | Point(s)              |
| 1er                   | Christopher Froome    | Royaume-Uni           | Sky                   | 7 points              |
| 2e                    | Miguel Ángel López    | Colombie              | Astana                | 12 pts                |
| 3e                    | Vincenzo Nibali       | Italie                | Bahrain-Merida        | 18 pts                |
| 4e                    | Ilnur Zakarin         | Russie                | Katusha-Alpecin       | 20 pts                |
| 5e                    | Wilco Kelderman       | Pays-Bas              | Sunweb                | 22 pts                |
| 6e                    | Alberto Contador      | Espagne               | Trek-Segafredo        | 28 pts                |
| 7e                    | Esteban Chaves        | Colombie              | Orica-Scott           | 33 pts                |
| 8e                    | José Joaquin Rojas    | Espagne               | Movistar              | 34 pts                |
| 9e                    | Romain Bardet         | France                | AG2R La Mondiale      | 43 pts                |
| 10e                   | Michael Woods         | Canada                | Cannondale-Drapac     | 46 pts                |
| modifier              |                       |                       |                       |                       |

### Classement par équipes
| Classement par équipes | Classement par équipes | Classement par équipes | Classement par équipes |
| Équipe                 | Équipe                 | Pays                   | Temps                  |
| ---------------------- | ---------------------- | ---------------------- | ---------------------- |
| 1re                    | Astana                 | Kazakhstan             | 226 h 57 min 00 s      |
| 2e                     | Movistar Team          | Espagne                | + 19 min 09 s          |
| 3e                     | Sky                    | Royaume-Uni            | + 30 min 22 s          |
| 4e                     | UAE Team Emirates      | Émirats arabes unis    | + 51 min 42 s          |
| 5e                     | Lotto NL-Jumbo         | Pays-Bas               | + 1 h 16 min 36 s      |

## Abandon(s)
- 108 -  Matvey Mamykin (Katusha-Alpecin): abandon